# Metal Gear: Ghost Babel
Metal Gear: Ghost Babel is een computerspel dat werd ontwikkeld en uitgebracht door Konami voor de Game Boy Color. Het stealthspel kwam uit op 24 april 2000 in de VS.
Ghost Babel maakt onderdeel uit van de zijserie, en vindt plaats in een parallelle tijdlijn van de Metal Gear-serie.

## Plot
Het speelt zich rond het jaar 2001 af. Kolonel Campbell vraagt Snake om een transportvliegtuig terug te halen, dat gekaapt werd door een Afrikaanse terroristische organisatie in Zuid-Amerika.
De terroristische organisatie is afkomstig uit Gindra, een fictieve provincie in de Centraal-Afrikaanse Republiek. Er woedt een burgeroorlog in Gindra, waarbij de separatistische terroristen strijden voor onafhankelijkheid. Om hun onafhankelijkheid te kunnen bereiken, werd het vliegtuig gekaapt; het vliegtuig had namelijk een nieuwe Metal Gear aan boord, afkomstig van de Amerikaanse overheid die, ondanks het incident van zeven jaar daarvoor in Outer Heaven, toch heil zag in het Metal Gear-project. De reis van het vliegtuig naar Zuid-Amerika was door de Amerikaanse overheid gepland om de nieuwe Metal Gear buiten hun eigen grondgebied te testen.
Met de nieuwe Metal Gear willen de separatisten (die zich verenigen onder de naam GLF, Gindra Liberation Front) zich verzekeren van hun onafhankelijkheid. Ze opereren vanuit Fort Galuade, wat zich in de bergen van Gindra bevindt. De overheid en de Verenigde Naties kunnen vanwege deze strategische locatie moeilijk tussenbeide komen. Solid Snake wil aanvankelijk niet meewerken aan de missie, omdat hij niet meer bij FOXHOUND zit. Als hij echter van Campbell hoort dat Fort Galuade precies hetzelfde fort is als Outer Heaven, maar dan onder een andere naam, besluit hij eens en voor altijd af te rekenen met zijn verleden en de missie uit te voeren. Hij moet samenwerken met Delta Force om het GLF uit te schakelen en de nieuwe Metal Gear te vernietigen.

## Personages
Nieuwe personages in dit spel zijn Ronald Lensenbrink, Brian McBride, Chris Jenner, Jimmy Harks, John Parker en Steve Gadner.

## Spelmodi
- Stage Select: hiermee kan de speler eerder uitgespeelde levels opnieuw spelen om zo een hogere rang te krijgen.
- VR Training: er zijn 180 trainingsmissies aanwezig die zijn verdeeld in drie hoofdcategorieën (sluipen, wapens en geavanceerd).
- Vs. Battle: een spelmodus voor twee spelers waarbij drie doelwitten vernietigd moeten worden. De speler die het eerst de datadiskettes weet te bemachtigen, wint het spel.